# Сен-Пьер-лез-Этьё
Сен-Пьер-лез-Этьё (фр. Saint-Pierre-les-Étieux) — коммуна во Франции, находится в регионе Центр. Департамент — Шер. Входит в состав кантона Шарантон-дю-Шер. Округ коммуны — Сент-Аман-Монтрон.
Код INSEE коммуны — 18231.

## География
Коммуна расположена приблизительно в 240 км к югу от Парижа, в 140 км южнее Орлеана, в 45 км к югу от Буржа.
По территории коммуны проходит канал Берри и протекает река Марманд.

## Население
Население коммуны на 2008 год составляло 733 человека.
| 1962 | 1968 | 1975 | 1982 | 1990 | 1999 | 2008 |
| ---- | ---- | ---- | ---- | ---- | ---- | ---- |
| 784  | 833  | 692  | 636  | 759  | 791  | 733  |

## Экономика
Основу экономики составляет сельское хозяйство.
В 2007 году среди 469 человек в трудоспособном возрасте (15-64 лет) 337 были экономически активными, 132 — неактивными (показатель активности — 71,9 %, в 1999 году было 69,1 %). Из 337 активных работали 312 человек (164 мужчины и 148 женщин), безработных было 25 (16 мужчин и 9 женщин). Среди 132 неактивных 34 человека были учениками или студентами, 55 — пенсионерами, 43 были неактивными по другим причинам.

## Достопримечательности
- Церковь Сен-Пьер[фр.] (XI век). Исторический памятник с 1925 года[3]
- Усадьба XV века. Исторический памятник с 1931 года[4]
- Старый каменный крест
- Водяная мельница

## Фотогалерея
- Церковь Сен-Пьер
- Карта коммуны